# Torellia cingulata
Torellia cingulata är en snäckart som beskrevs av Addison Emery Verrill. Torellia cingulata ingår i släktet Torellia och familjen toppmössor. Inga underarter finns listade i Catalogue of Life.